# Skálova (Turnov)
Skálova je ulice v Turnově. Leží v historické části města a je součástí městské památkové zóny s řadou nemovitých kulturních památek. Je pojmenována po Ing. Janu Skálovi, turnovskému rodákovi, staviteli silničních a vodních staveb v Rakousku-Uhersku a mecenáši, který vyprojektoval a na vlastní náklady v Turnově postavil městský sirotčinec.
                                                                                                                                                                                            

## Historie
Původně se ulice od roku 1875 jmenovala Klášterská. Za první republiky byla její první část pojmenována Skálova, v druhé části, kde stojí sokolovna, potom Tyršova. Za totality v letech 1948 až 1989 nesla název Čsl. armády. Od roku 1990 se celá ulice jmenuje Skálova. V horní části bývala cihelna a v mapě z roku 1892 je lokalita označena jako Hliník.

## Kulturní památky a instituce
- Muzeum Českého ráje
- Budova Nové radnice
- Památkově chráněná budova základní školy
- Historická budova Pacltova sklárny
- Sokolovna
- Sportovní hala
- Střední uměleckoprůmyslová škola

## Doprava
Ulice je jednosměrná, má dlažbu ze žulových kostek a slouží především k dopravě k uvedeným institucím. Téměř po celé délce je podélné parkování. 
V prostřední části je na ni napojen městský park. 

## Fotogalerie

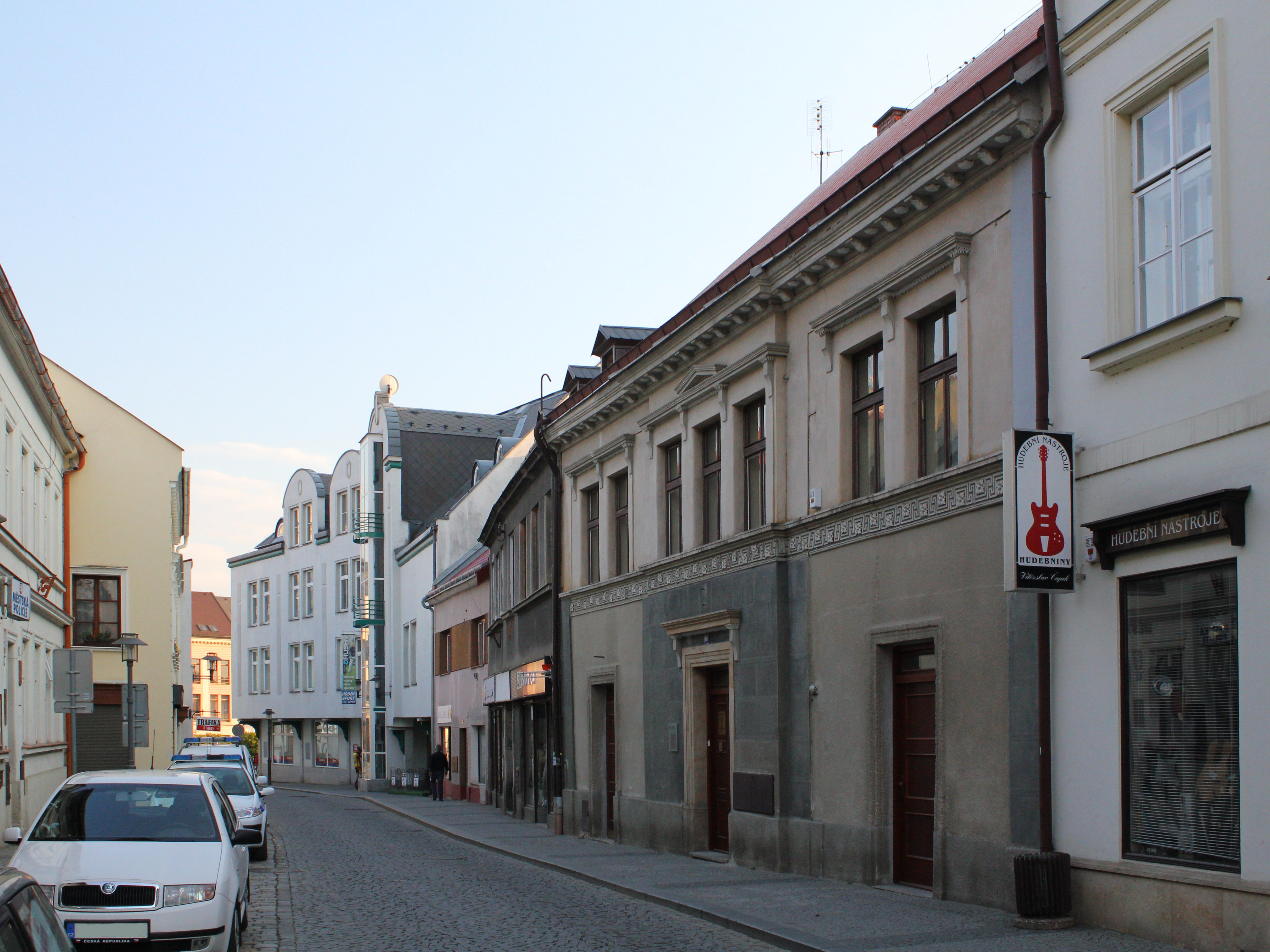
Pohled z ulice na její začátek na náměstí Českého ráje
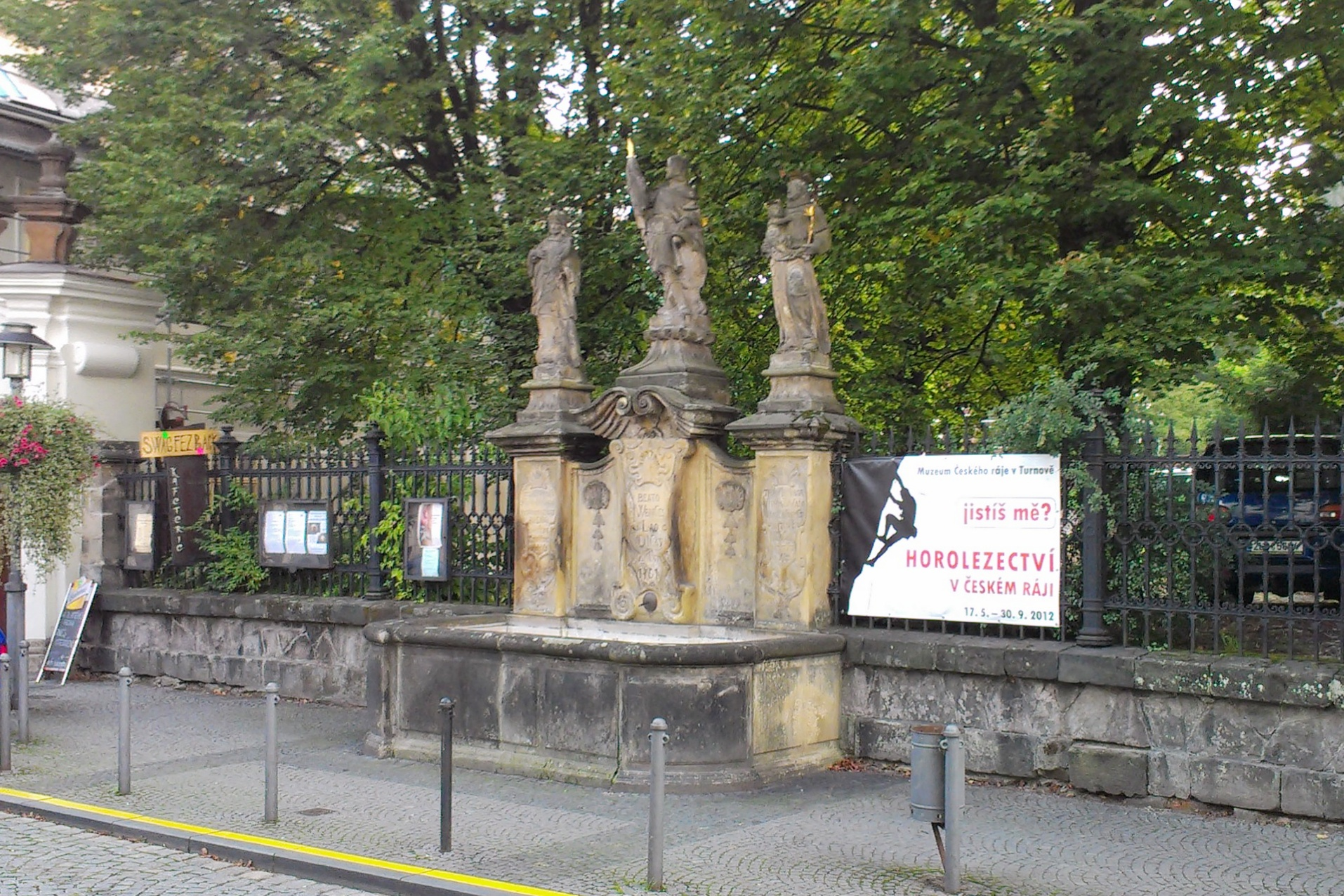
Barokní sousoší svatých
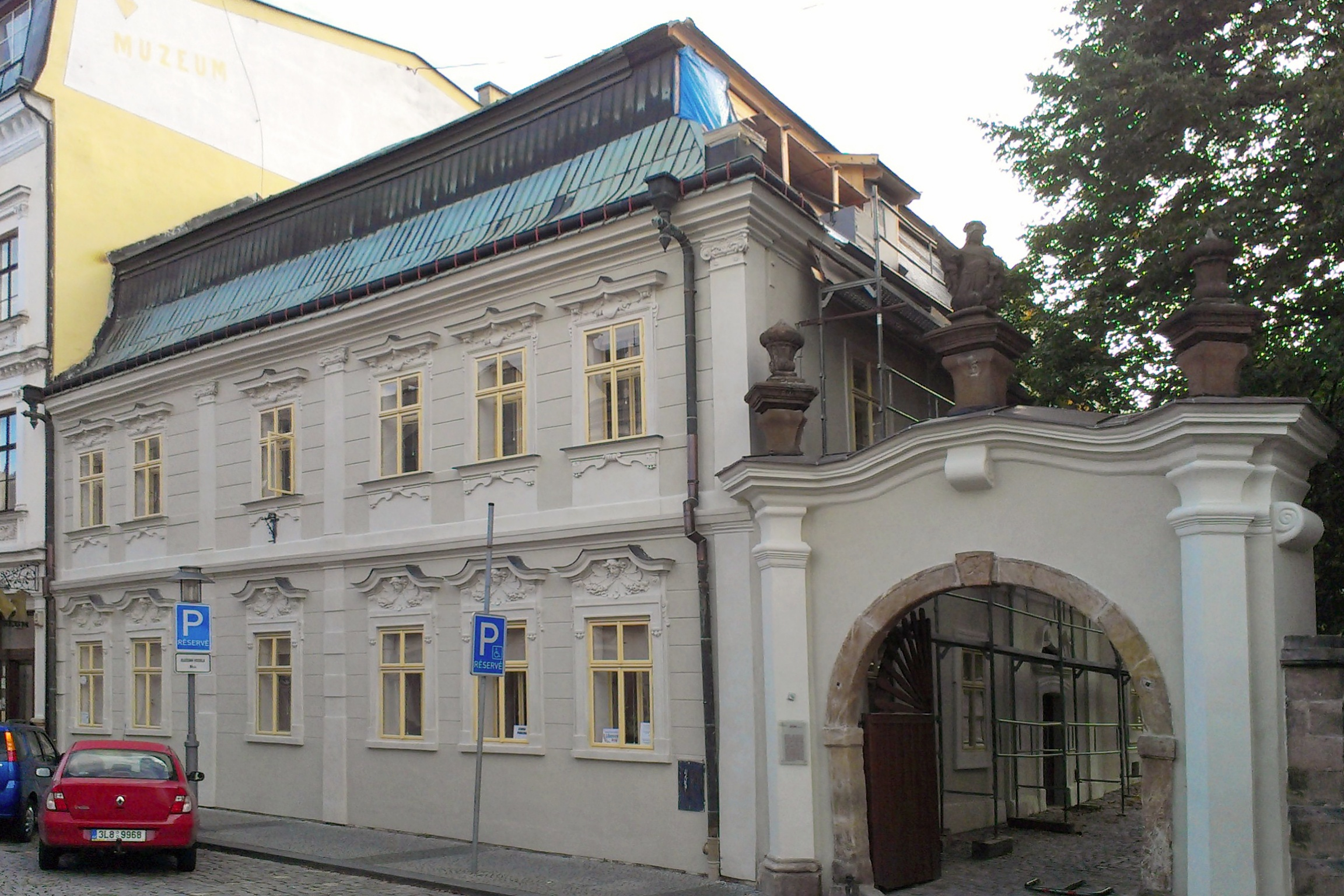
Budova Muzea Českoho ráje
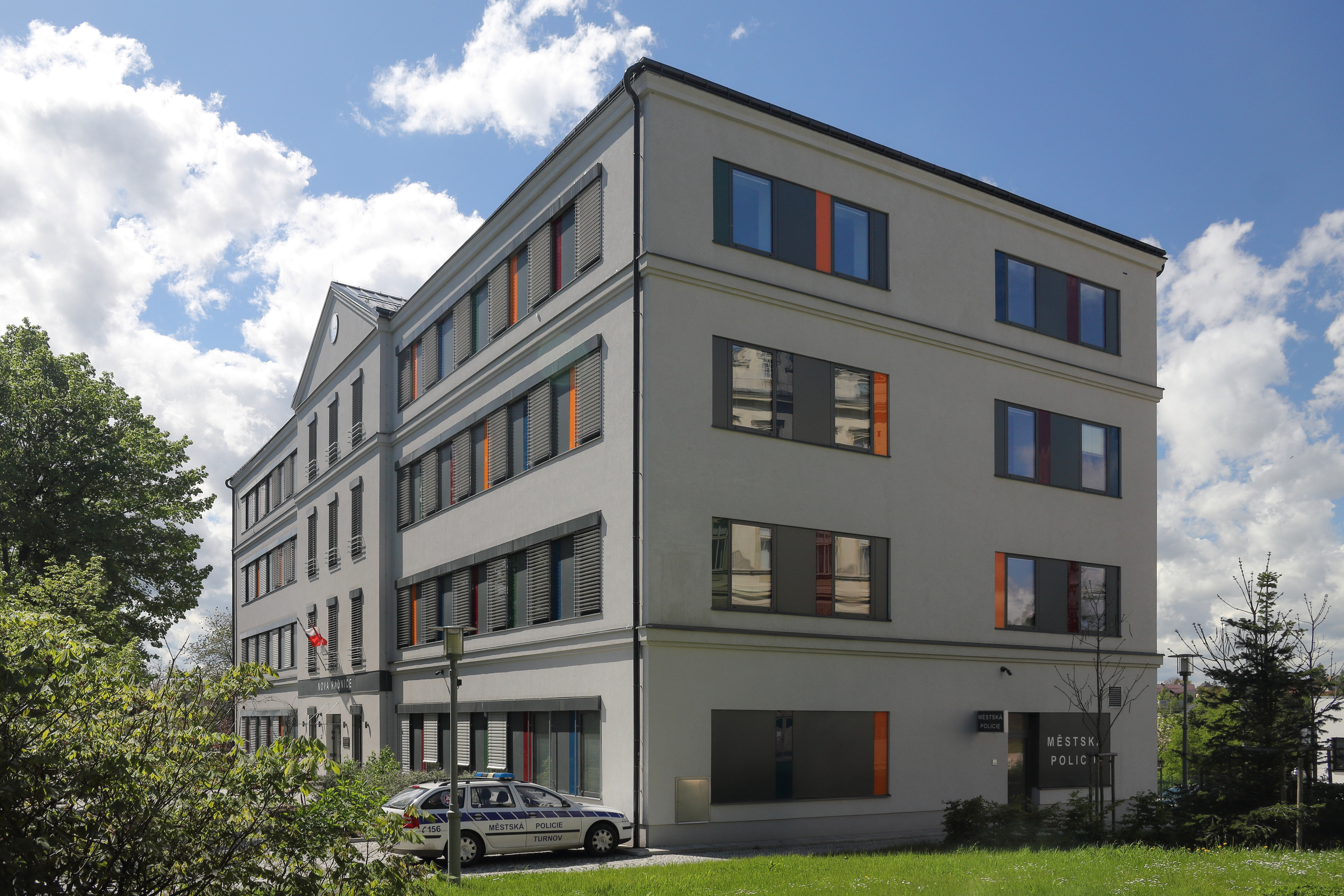
Budova Nové radnice
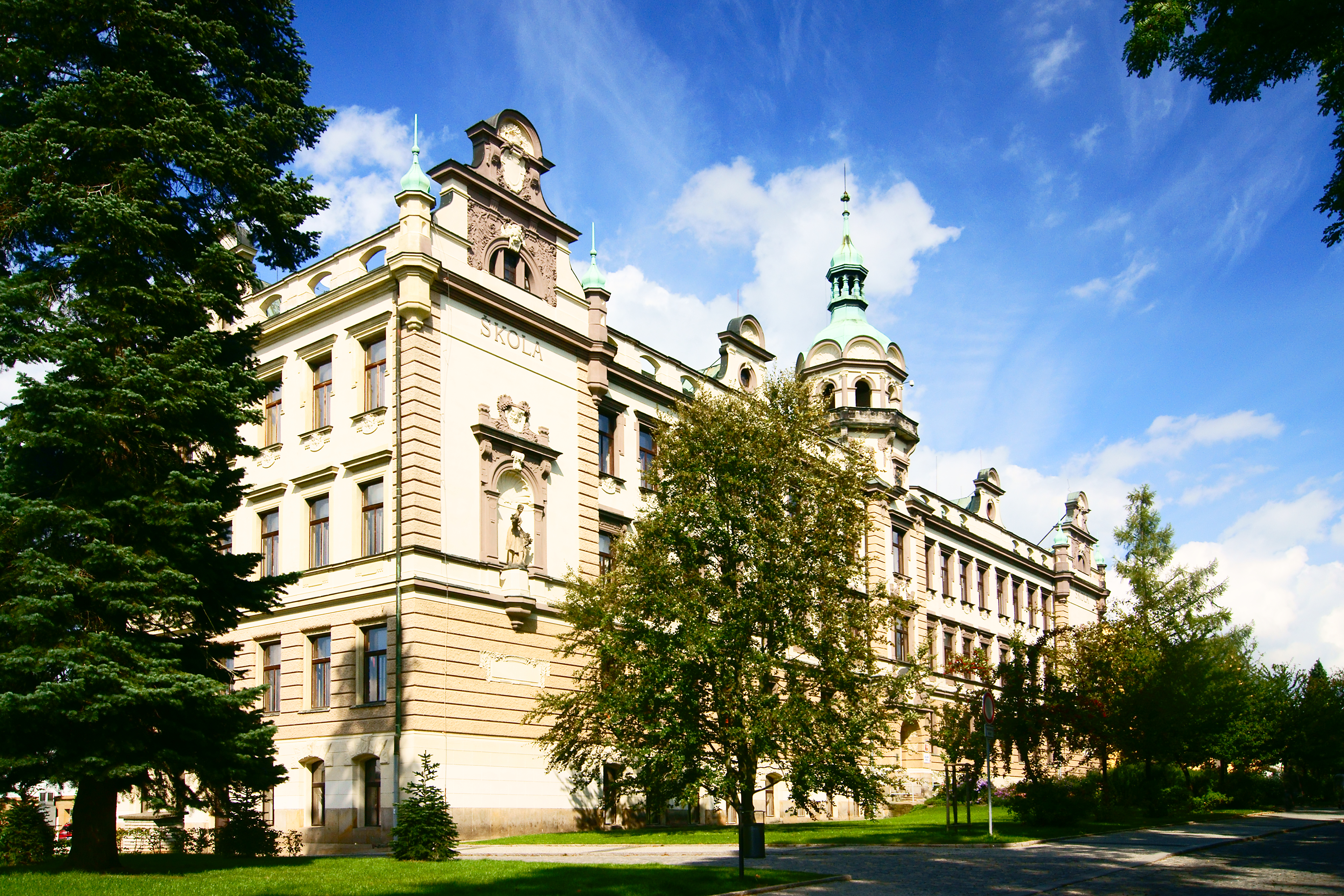
Budova základní školy Skálova
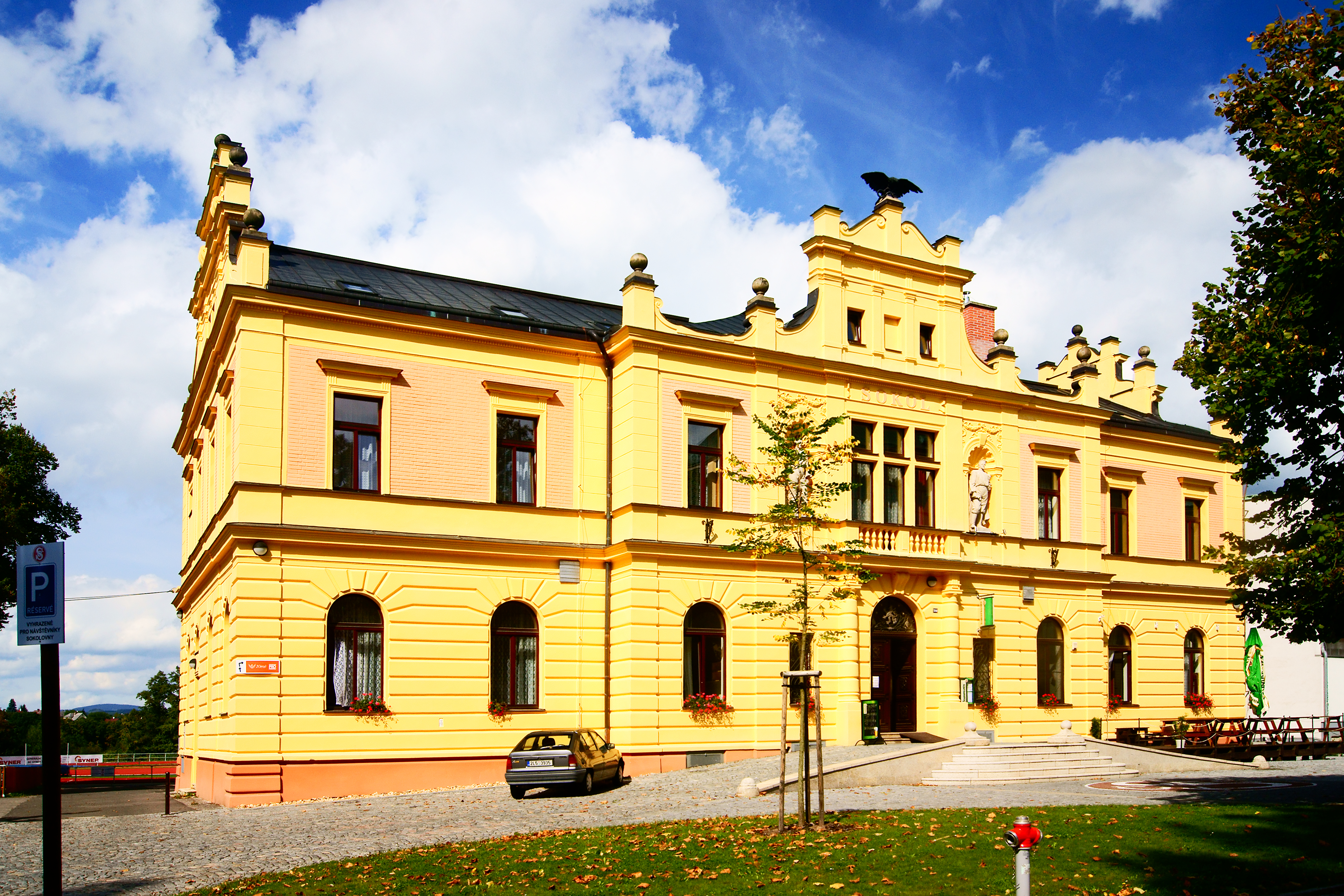
Novorenesanční budova Sokolovny
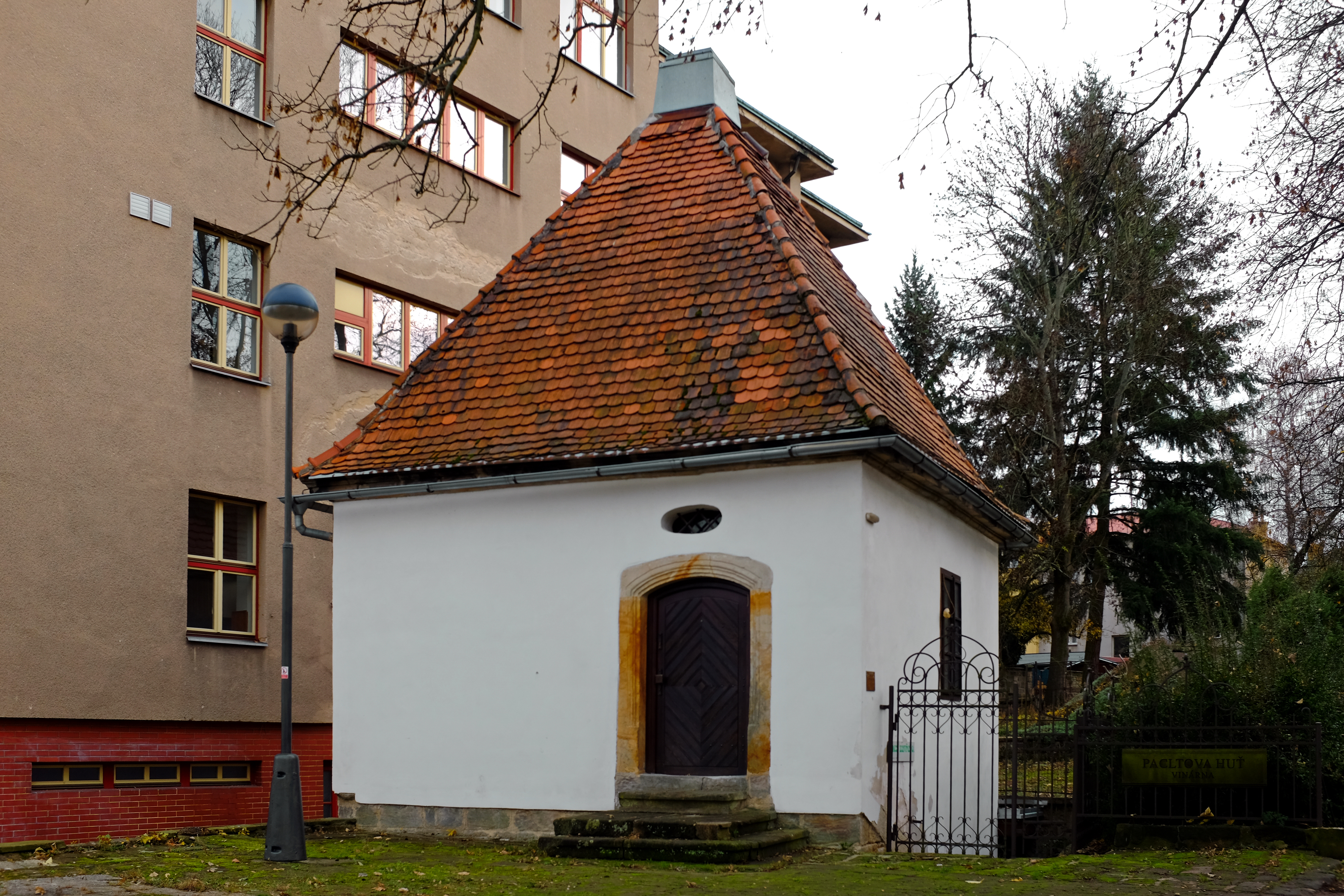
Pacltova huť
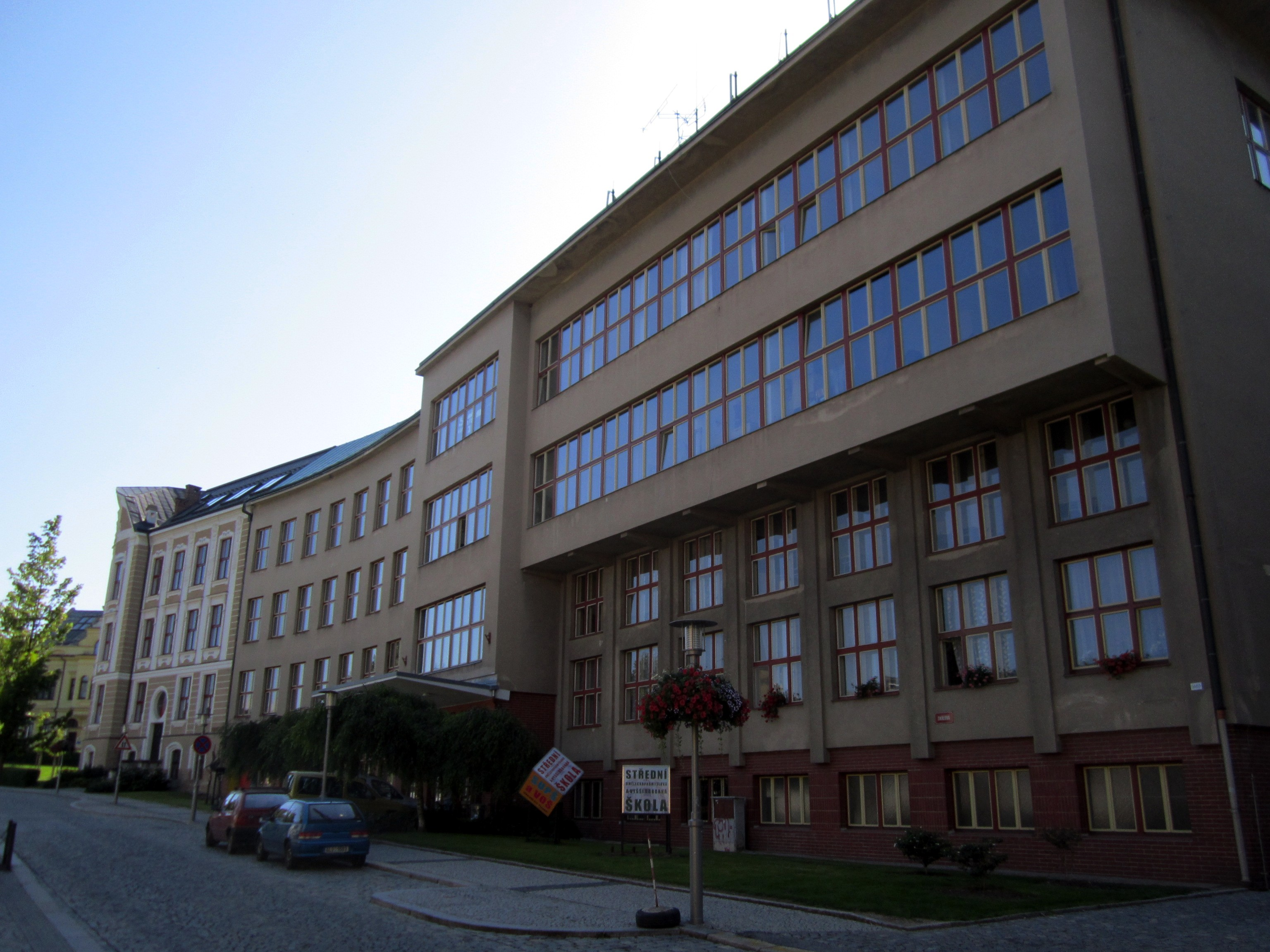
Střední uměleckoprůmyslová škola